# Barcelinhos
Barcelinhos is een plaats (freguesia) in de Portugese gemeente Barcelos en telt 1 899 inwoners (2001).